# Zoran Ubavič
Zoran Ubavič (Lubiana, 28 ottobre 1965 – 21 novembre 2015) è stato un calciatore sloveno, di ruolo attaccante.

## Palmarès

### Individuale
- Capocannoniere della Prva slovenska nogometna liga: 1

1991-1992 (29 gol)